# 华人黑社会
华人黑社会是华人的一种黑社会地下组织、机构和团体，各地名稱各有不同。
中國清代時江湖有青幫、紅幫（洪門，又稱天地會）、哥老會、小刀會等幫派。
香港有各式各樣的黑幫社團，如和合圖、和安樂（安樂堂)、和勝和（勝和堂)、新義安（太平山義安堂）、14K（洪發山忠義堂）、聯英會等，統稱三合會
星马有義興公司、海山公司、凤凰山（洪门会）、五色旗（洪门会）、洪顺堂（洪门会）、泗公司（洪门会）、華記（青帮）、平等私会党。香港、星马大多與古時的天地會、青幫有關係。天地会也被视为洪门会。
臺灣早年並沒有全臺性質的幫派，往往是一村一社的角頭，1945年二次大戰日本投降，國民政府取得臺灣之後，外省人、眷村人士成群結黨，出現了竹聯幫、四海幫等，挑戰了原本各地的本省小江湖團體，而後臺灣各地本省人的角頭，聯合成立了天道盟以對抗外省人，如今臺灣則有天道盟、竹聯幫、四海幫、松聯幫、飛鷹幫、北聯幫等國際知名，有組織性的幫派團體。
美国加州有華青幫，纽约有两大华人黑幫，“林氏机构”和“王氏机构”。
华人黑社会经常也被电影公司用作電影題材，著名的华人黑社会影片有《古惑仔電影系列》，戏里的鄭伊健演香港黑幫首領陳浩南，经常出现成群的「马仔」（手下）手握利刃，砍杀敌帮成員。